# اقلیم تهران

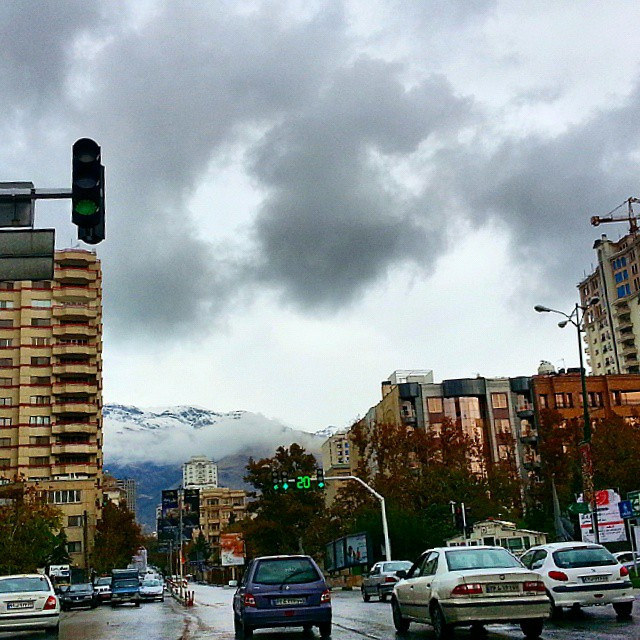
یک روز بارانی در خیابان‌های تهران

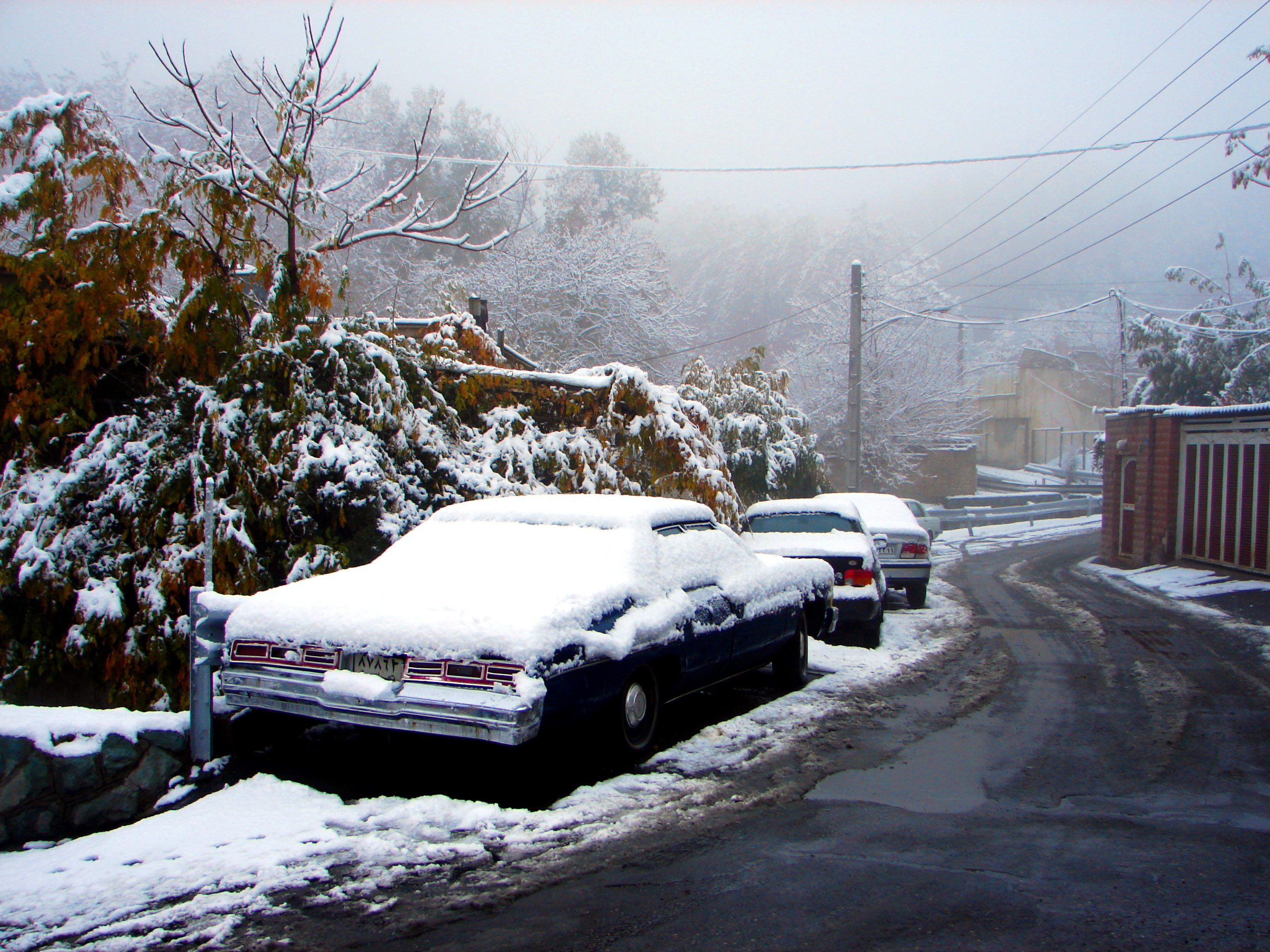
نمایی پس از بارش برف در تهران

شهر تهران در حد فاصل منطقهٔ کوهستانی و دشت قرار دارد. سه عامل در اقلیم تهران نقش مؤثری دارد. رشته‌کوه البرز، بادهای مرطوب غربی و وسعت استان.
در منطقه ۱ تا ۵ شهر تهران اقلیم نیمه سردسیر و در منطقه ۶ تا ۲۲ شهر تهران اقلیم معتدل می باشد میانگین بارش شهر تهران در مناطق مختلف شهر از ۲۳۰ میلی متر در سال تا ۵۰۰ میلی متر در سال متغیر است. تهران یکی از شهر های خوش اب و هوا و چهار فصل ایران می باشد.
شهر تهران دارای ۳ ایستگاه هواشناسی است
ایستگاه اقدسیه منطقه ۱ شهر میانگین بارش ۴۲۶ میلی متر در سال
ایستگاه ژئوفیزیک میانگین بارش ۳۲۱.۲ میلی متر در سال
ایستگاه مهراباد میانگین بارش ۲۵۱ میلی متر در سال
در واقع، رشته‌کوه البرز آب و هوای تهران را معتدل کرده‌است. در شمال تهران، آب و هوا معتدل و کوهستانی و در نقاط کم‌ارتفاع نیمه‌خشک است. بارش معمولاً در زمستان‌ها زیاد است.
فصل سرد از ماه آذر شروع می‌شود، اما در نقاط کوهستانی کمی زودتر آغاز می‌گردد. فصول سرد سه یا چهار ماه طول می‌کشد. در اسفندماه از سرمای هوا رفته‌رفته کاسته می‌شود و در اواخر فروردین هوا با سرعت بیشتری گرم می‌شود و در اوایل خرداد هوا نسبتاً گرم است. اقلیم استان تهران در نواحی کویری و جنوب گرم و خشک، در نواحی پایکوهی سرد و نیمه‌مرطوب، و در نواحی مرتفع سرد همراه با زمستان‌های طولانی است. گرم‌ترین ماه سال مرداد با میانگین بیشینه دمای ۳۷ درجهٔ سانتی‌گراد (سلسیوس) و سردترین ماه سال دی با میانگین کمینه دمای صفر درجهٔ سانتی‌گراد (سلسیوس) گزارش شده‌است. دمای شهر تهران در زمستان معتدل کمی رو به سرد و در تابستان گرم است.
بخش شمال تهران و شمیرانات در تابستان نیز معتدل است. بیشترین بارش سالانه در ماه‌های زمستان روی می‌دهد.
به‌طور خلاصه می‌توان گفت:
در نواحی مختلف استان تهران، به علت موقعیت ویژهٔ جغرافیایی، آب و هوای متفاوتی شکل گرفته‌است. سه عامل جغرافیایی در ساخت کلی اقلیم استان تهران نقش مؤثری دارند:
- کویر یا دشت کویر:

مناطق خشک مانند دشت قزوین، دشت قم و مناطق خشک استان سمنان که مجاور استان تهران قرار دارند، از عوامل منفی تأثیرگذار بر هوای استان تهران هستند و موجب گرما و خشکی هوا، همراه با گرد و غبار می‌شوند.
- رشته‌کوه‌های البرز:

این رشته‌کوه‌ها موجب تعدیل آب و هوا می‌شود.
- بادهای مرطوب و باران‌زای غربی:

این بادها نقش مؤثری در تعدیل گرمای سوزان بخش کویری دارند، ولی تأثیر آن را خنثی نمی‌کنند.
استان تهران را می‌توان به سه بخش اقلیمیِ زیر تقسیم کرد:
- ۱. اقلیم ارتفاعات شمالی: بر دامنه جنوبی، بلندی‌های البرز مرکزی در ارتفاع بالای ۳۰۰۰ متر قرار گرفته و آب و هوایی مرطوب و نیمه مرطوب و سردسیر با زمستان‌های بسیار سرد و طولانی دارد.
- ۲. اقلیم کوهپایه: این اقلیم در ارتفاع دو تا هزار متری از سطح دریا قرار گرفته و دارای آب و هوایی نیمه مرطوب و سردسیر و زمستان‌هایی به نسبت طولانی است. آبعلی، فیروزکوه، دماوند، لواسان، سد امیر کبیر و طالقان در این اقلیم قرار دارند.
- ۳. اقلیم نیمه‌خشک و خشک: با زمستان‌های کوتاه و تابستان‌های گرم، در ارتفاعات کم‌تر از ۱۰۰۰ متر واقع شده‌است. هرچه ارتفاع کاهش می‌یابد، خشکی محیط بیشتر می‌شود. ورامین، شهریار و جنوب شهرستان کرج در این اقلیم قرار گرفته‌اند.

هوای تهران در مناطق کوهستانی دارای آب و هوای معتدل و در دشت، نیمه‌بیابانی است. تهران در مرز شرایط جوی بری و اقیانوسی قرار گرفته و تمایل آن به موقعیت بری بیشتر از وضعیت اقیانوسی است.
آب و هوای تهران متأثر از کوهستان در شمال و دشت در جنوب است. غیر از شمال تهران که تحت تأثیر کوهستان آب و هوای آن تا حدی معتدل و مرطوب است، آب و هوای بقیه شهر کلا گرم و خشک و در زمستان‌ها اندکی سرد است. رشته کوه البرز همچون سدی به نحو مؤثری از نفوذ بسیاری از توده‌های هوا جلوگیری می‌کند در نتیجه باعث شده‌است که هوای شهر از از یک سو خشک‌تر و از سوی دیگر از آرامش نسبی برخوردار باشد.
از نظر فصلی، هوای تهران در زمستان تحت تأثیر سامانه پرفشار شمالی (سیبری) قرار دارد. این تأثیر باعث شده‌است که در این فصل هوا در قسمت‌های مرکزی و جنوبی معتدل و در قسمت‌های شمالی شهر سرد باشد، به طوریکه در این قسمت‌ها دمای هوا در زمستان بارها به زیر صفر می‌رسد. همچنین در این فصل به دلیل پدیده وارونگی هوا میزان آلودگی جوی بالاست. در تابستان‌ها عامل مهم سیستم کم‌فشار حرارتی کویر مرکزی است که سبب می‌شود هوا گرم و خشک باشد.
در یک دوره ۴۵ ساله بیشترین دمای تهران ۴۳ درجه سلسیوس و کمترین دمای آن ۱۵- درجه سلسیوس گزارش شده‌است. میانگین رطوبت نسبی هوا در تهران ۴۰٪ و در شمیران ۴۶٪ بوده‌است. 
منبع اصلی آب شرب تهران رودهای کرج، جاجرود و لار است که توسط سه سدی که بر روی آن‌ها نصب شده تأمین می‌شود. با افزایش مصرف آب، بخشی از آب شرب نیز از آب‌های زیرزمینی توسط چاه‌های عمیق به‌دست می‌آید. چندین رود فصلی هم در تهران وجود دارد که تأثیر چندانی در تأمین آب شهر ندارند. گلابدره، حصارک، تجریش، و کن مهم‌ترین آن‌ها هستند.
رودخانه کرج پرآب‌ترین رود دامنه‌های جنوبی البرز است که از باران‌های فصل سرد و ذوب برف‌های مناطق کوهستانی نشأت می‌گیرد و در ۴۰ کیلومتری غرب تهران از کانون آبگیر خرسنگ کوه سرچشمه می‌گیرد. رودخانه جاجرود از کوه‌های کلون بسته که جزء بلندی‌های خرسنگ کوه است سرچشمه گرفته و این دو رود مجموعاً قسمت عمده آب مصرفی شهر تهران را تأمین می‌نمایند. تهران به رغم داشتن منابع آبی فراوان به دلیل رشد جمعیت و کمی بارندگی در برخی دوره‌ها با مشکل کمبود آب روبرو است. 
| داده‌های اقلیم تهران-فرودگاه مهرآباد - ارتفاع: ۱۱۹۱ متر، ۱۹۶۱-۱۹۹۰                 | داده‌های اقلیم تهران-فرودگاه مهرآباد - ارتفاع: ۱۱۹۱ متر، ۱۹۶۱-۱۹۹۰ | داده‌های اقلیم تهران-فرودگاه مهرآباد - ارتفاع: ۱۱۹۱ متر، ۱۹۶۱-۱۹۹۰ | داده‌های اقلیم تهران-فرودگاه مهرآباد - ارتفاع: ۱۱۹۱ متر، ۱۹۶۱-۱۹۹۰ | داده‌های اقلیم تهران-فرودگاه مهرآباد - ارتفاع: ۱۱۹۱ متر، ۱۹۶۱-۱۹۹۰ | داده‌های اقلیم تهران-فرودگاه مهرآباد - ارتفاع: ۱۱۹۱ متر، ۱۹۶۱-۱۹۹۰ | داده‌های اقلیم تهران-فرودگاه مهرآباد - ارتفاع: ۱۱۹۱ متر، ۱۹۶۱-۱۹۹۰ | داده‌های اقلیم تهران-فرودگاه مهرآباد - ارتفاع: ۱۱۹۱ متر، ۱۹۶۱-۱۹۹۰ | داده‌های اقلیم تهران-فرودگاه مهرآباد - ارتفاع: ۱۱۹۱ متر، ۱۹۶۱-۱۹۹۰ | داده‌های اقلیم تهران-فرودگاه مهرآباد - ارتفاع: ۱۱۹۱ متر، ۱۹۶۱-۱۹۹۰ | داده‌های اقلیم تهران-فرودگاه مهرآباد - ارتفاع: ۱۱۹۱ متر، ۱۹۶۱-۱۹۹۰ | داده‌های اقلیم تهران-فرودگاه مهرآباد - ارتفاع: ۱۱۹۱ متر، ۱۹۶۱-۱۹۹۰ | داده‌های اقلیم تهران-فرودگاه مهرآباد - ارتفاع: ۱۱۹۱ متر، ۱۹۶۱-۱۹۹۰ | داده‌های اقلیم تهران-فرودگاه مهرآباد - ارتفاع: ۱۱۹۱ متر، ۱۹۶۱-۱۹۹۰ |
| ماه                                                                               | ژانویه                                                            | فوریه                                                             | مارس                                                              | آوریل                                                             | مه                                                                | ژوئن                                                              | ژوئیه                                                             | اوت                                                               | سپتامبر                                                           | اکتبر                                                             | نوامبر                                                            | دسامبر                                                            | سال                                                               |
| --------------------------------------------------------------------------------- | ----------------------------------------------------------------- | ----------------------------------------------------------------- | ----------------------------------------------------------------- | ----------------------------------------------------------------- | ----------------------------------------------------------------- | ----------------------------------------------------------------- | ----------------------------------------------------------------- | ----------------------------------------------------------------- | ----------------------------------------------------------------- | ----------------------------------------------------------------- | ----------------------------------------------------------------- | ----------------------------------------------------------------- | ----------------------------------------------------------------- |
| سابقهٔ بیش‌ترین °C (°F)                                                             | ۱۹٫۶ (۶۷)                                                         | ۲۲٫۰ (۷۲)                                                         | ۲۸٫۰ (۸۲)                                                         | ۳۱٫۰ (۸۸)                                                         | ۳۷٫۰ (۹۹)                                                         | ۴۱٫۰ (۱۰۶)                                                        | ۴۳٫۰ (۱۰۹)                                                        | ۴۱٫۴ (۱۰۷)                                                        | ۳۸٫۰ (۱۰۰)                                                        | ۳۳٫۰ (۹۱)                                                         | ۲۶٫۰ (۷۹)                                                         | ۲۰٫۰ (۶۸)                                                         | ۴۳ (۱۰۹)                                                          |
| میانگین بیش‌ترین °C (°F)                                                           | ۷٫۲ (۴۵)                                                          | ۹٫۹ (۵۰)                                                          | ۱۵٫۴ (۶۰)                                                         | ۲۱٫۹ (۷۱)                                                         | ۲۸٫۰ (۸۲)                                                         | ۳۴٫۱ (۹۳)                                                         | ۳۶٫۸ (۹۸)                                                         | ۳۵٫۴ (۹۶)                                                         | ۳۱٫۵ (۸۹)                                                         | ۲۴٫۰ (۷۵)                                                         | ۱۶٫۵ (۶۲)                                                         | ۹٫۸ (۵۰)                                                          | ۲۲٫۵۴ (۷۲٫۶)                                                      |
| میانگین روزانه °C (°F)                                                            | ۲٫۵ (۳۷)                                                          | ۴٫۹ (۴۱)                                                          | ۱۰٫۱ (۵۰)                                                         | ۱۶٫۴ (۶۲)                                                         | ۲۲٫۲ (۷۲)                                                         | ۲۷٫۹ (۸۲)                                                         | ۳۰٫۸ (۸۷)                                                         | ۲۹٫۵ (۸۵)                                                         | ۲۵٫۴ (۷۸)                                                         | ۱۸٫۲ (۶۵)                                                         | ۱۱٫۱ (۵۲)                                                         | ۵٫۰ (۴۱)                                                          | ۱۷ (۶۲٫۷)                                                         |
| میانگین کم‌ترین °C (°F)                                                            | −۱٫۱ (۳۰)                                                         | ۰٫۷ (۳۳)                                                          | ۵٫۲ (۴۱)                                                          | ۱۰٫۹ (۵۲)                                                         | ۱۶٫۱ (۶۱)                                                         | ۲۰٫۹ (۷۰)                                                         | ۲۴٫۰ (۷۵)                                                         | ۲۳٫۰ (۷۳)                                                         | ۱۹٫۲ (۶۷)                                                         | ۱۲٫۹ (۵۵)                                                         | ۶٫۷ (۴۴)                                                          | ۱٫۳ (۳۴)                                                          | ۱۱٫۶۵ (۵۲٫۹)                                                      |
| سابقهٔ کم‌ترین °C (°F)                                                              | −۱۵٫۰ (۵)                                                         | −۱۱٫۰ (۱۲)                                                        | −۸٫۰ (۱۸)                                                         | −۳٫۰ (۲۷)                                                         | ۴٫۴ (۴۰)                                                          | ۵٫۰ (۴۱)                                                          | ۱۴٫۰ (۵۷)                                                         | ۱۳٫۰ (۵۵)                                                         | ۱۰٫۰ (۵۰)                                                         | ۲٫۸ (۳۷)                                                          | −۶٫۰ (۲۱)                                                         | −۱۳٫۰ (۹)                                                         | −۱۵ (۵)                                                           |
| بارندگی میلی‌متر (اینچ)                                                            | ۳۷٫۲ (۱٫۴۶)                                                       | ۳۴٫۰ (۱٫۳۴)                                                       | ۳۷٫۴ (۱٫۴۷)                                                       | ۲۷٫۸ (۱٫۰۹)                                                       | ۱۵٫۲ (۰٫۶)                                                        | ۲٫۹ (۰٫۱۱)                                                        | ۲٫۵ (۰٫۱)                                                         | ۱٫۴ (۰٫۰۶)                                                        | ۰٫۹ (۰٫۰۴)                                                        | ۱۳٫۷ (۰٫۵۴)                                                       | ۲۰٫۶ (۰٫۸۱)                                                       | ۳۶٫۳ (۱٫۴۳)                                                       | ۲۲۹٫۹ (۹٫۰۵)                                                      |
| میانگین روزهای بارانی                                                             | ۹٫۹                                                               | ۸٫۹                                                               | ۱۱٫۴                                                              | ۱۱٫۰                                                              | ۹٫۴                                                               | ۳٫۰                                                               | ۱٫۹                                                               | ۱٫۵                                                               | ۱٫۱                                                               | ۵٫۸                                                               | ۶٫۶                                                               | ۸٫۸                                                               | ۷۹٫۳                                                              |
| میانگین روزهای برفی                                                               | ۵٫۷                                                               | ۳٫۱                                                               | ۱٫۲                                                               | ۰٫۲                                                               | ۰                                                                 | ۰                                                                 | ۰                                                                 | ۰                                                                 | ۰                                                                 | ۰                                                                 | ۰٫۲                                                               | ۲٫۸                                                               | ۱۳٫۲                                                              |
| درصد رطوبت                                                                        | ۶۵                                                                | ۵۷                                                                | ۴۷                                                                | ۳۹                                                                | ۳۳                                                                | ۲۴                                                                | ۲۴                                                                | ۲۴                                                                | ۲۵                                                                | ۳۶                                                                | ۴۷                                                                | ۶۱                                                                | ۴۰٫۲                                                              |
| میانگین روزانه ساعت‌های تابش آفتاب                                                 | ۱۶۸٫۸                                                             | ۱۷۹٫۸                                                             | ۲۰۳٫۰                                                             | ۲۲۰٫۶                                                             | ۲۸۷٫۰                                                             | ۳۴۶٫۳                                                             | ۳۴۵٫۹                                                             | ۳۳۳٫۶                                                             | ۳۰۲٫۸                                                             | ۲۴۹٫۹                                                             | ۲۰۲٫۹                                                             | ۱۶۸٫۹                                                             | ۳٬۰۰۹٫۵                                                           |
| منبع: https://www.ncei.noaa.gov/pub/data/normals/WMO/1961-1990/RA-II/IR/40754.TXT |                                                                   |                                                                   |                                                                   |                                                                   |                                                                   |                                                                   |                                                                   |                                                                   |                                                                   |                                                                   |                                                                   |                                                                   |                                                                   |

| آب و هوای نیمه جنوبی شهر تهران | آب و هوای نیمه جنوبی شهر تهران | آب و هوای نیمه جنوبی شهر تهران | آب و هوای نیمه جنوبی شهر تهران | آب و هوای نیمه جنوبی شهر تهران | آب و هوای نیمه جنوبی شهر تهران | آب و هوای نیمه جنوبی شهر تهران | آب و هوای نیمه جنوبی شهر تهران | آب و هوای نیمه جنوبی شهر تهران | آب و هوای نیمه جنوبی شهر تهران | آب و هوای نیمه جنوبی شهر تهران | آب و هوای نیمه جنوبی شهر تهران | آب و هوای نیمه جنوبی شهر تهران | آب و هوای نیمه جنوبی شهر تهران |
|                                | ژانویه                         | فوریه                          | مارس                           | آوریل                          | مـــــه                        | ژوئـن                          | ژوئیـه                         | اوت                            | سپتامبر                        | اکتبـر                         | نوامبر                         | دسامبر                         | سـال                           |
| ------------------------------ | ------------------------------ | ------------------------------ | ------------------------------ | ------------------------------ | ------------------------------ | ------------------------------ | ------------------------------ | ------------------------------ | ------------------------------ | ------------------------------ | ------------------------------ | ------------------------------ | ------------------------------ |
| گرم‌ترین C°                     | ۱۷                             | ۲۱                             | ۲۵                             | ۳۰                             | ۳۶                             | ۴۰                             | ۴۲                             | ۴۰                             | ۳۷                             | ۳۱                             | ۲۵                             | ۲۱                             | ۴۲                             |
| میانگین گرم‌ترین‌ها C°           | ۵                              | ۸                              | ۱۳                             | ۲۱                             | ۲۶                             | ۳۳                             | ۳۶                             | ۳۵                             | ۳۱                             | ۲۳                             | ۱۵                             | ۸                              | ۲۱                             |
| میانگین سردترین‌ها C°           | -۱                             | ۱                              | ۵                              | ۱۲                             | ۱۶                             | ۲۲                             | ۲۵                             | ۲۴                             | ۲۱                             | ۱۴                             | ۷                              | ۲                              | ۱۲                             |
| سردترین C°                     | -۱۲                            | -۸                             | -۷                             | ۱                              | ۳                              | ۱۰                             | ۱۵                             | ۱۲                             | ۱۱                             | ۳                              | -۳                             | -۷                             | -۱۲                            |
| بارش mm                        | ۴۳                             | ۳۸                             | ۳۸                             | ۳۳                             | ۱۵                             | ۳                              | ۲                              | ۲                              | ۳                              | ۱۰                             | ۲۵                             | ۳۰                             | ۲۳                             |
| منبع: وبگاه ودربیس اکتبر ۲۰۰۸  |                                |                                |                                |                                |                                |                                |                                |                                |                                |                                |                                |                                |                                |